# عبد الوحيد طمار
عبد الوحيد طمار ولد في 5 أبريل 1965 في الجزائر، هو والي سابق ومسؤول في الإدارة العامة في الجزائر. في أغسطس 2017، تم تعيينه وزيراً للسكن والعمران والمدينة.

## سيرة
ولد عبد الوحيد طمار في 5 أبريل 1965 وتخرج بدرجة البكالوريوس في العلوم. تخرج عبد الوحيد طمار من التعليم العالي. وهو مهندس دولة متخصص في التخطيط الحضري.
في عام 1988 ، انضم إلى قطاع السكن ليشغل العديد من المناصب ذات المسؤولية.
عبد الوحيد طمار، كان والي مستغانم ، ثم كان مدير التخطيط الحضري في ولاية وهران ووزارة السكن. وكان المفتش الإقليمي للتهيئة الحضرية ثم المدير العام للتعمير والهندسة المعمارية.
في أغسطس 2017 ، خلال تعديل وزاري، عين الرئيس الجزائري عبد العزيز بوتفليقة ثلاثة وزراء جدد. وهكذا تم تعيين عبد الوحيد طمار وزيراً للسكن والعمران والمدينة في الحكومة الجديدة بقيادة أحمد أويحيى. ليحل محل يوسف شرفة.
في 3 مارس 2019 ، تم تعيينه قائماً بأعمال وزير الأشغال العامة والنقل  ، وهو المنصب الذي جمعه مع منصبه السابق.